# Дор (Азлецкое сельское поселение)
Дор — деревня в Харовском районе Вологодской области.
Входит в состав Азлецкого сельского поселения, с точки зрения административно-территориального деления — в Азлецкий сельсовет.
Расстояние по автодороге до районного центра Харовска — 71 км, до центра муниципального образования Поповки — 17 км. Ближайшие населённые пункты — Междуречье, Кулешиха, Крутец.
По переписи 2002 года население — 14 человек.